# Hohe Straße 37 (Quedlinburg)

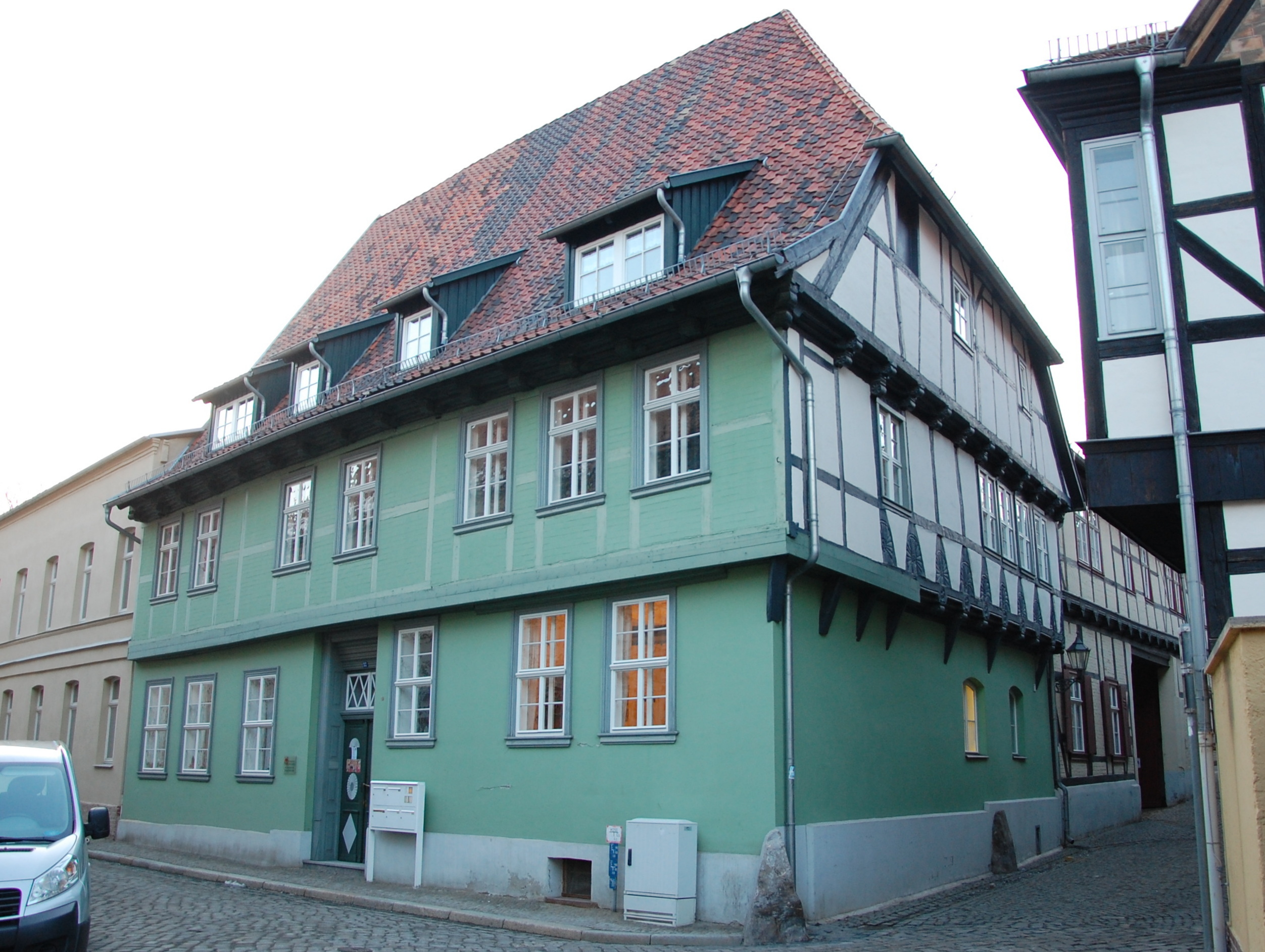
Haus Hohe Straße 37

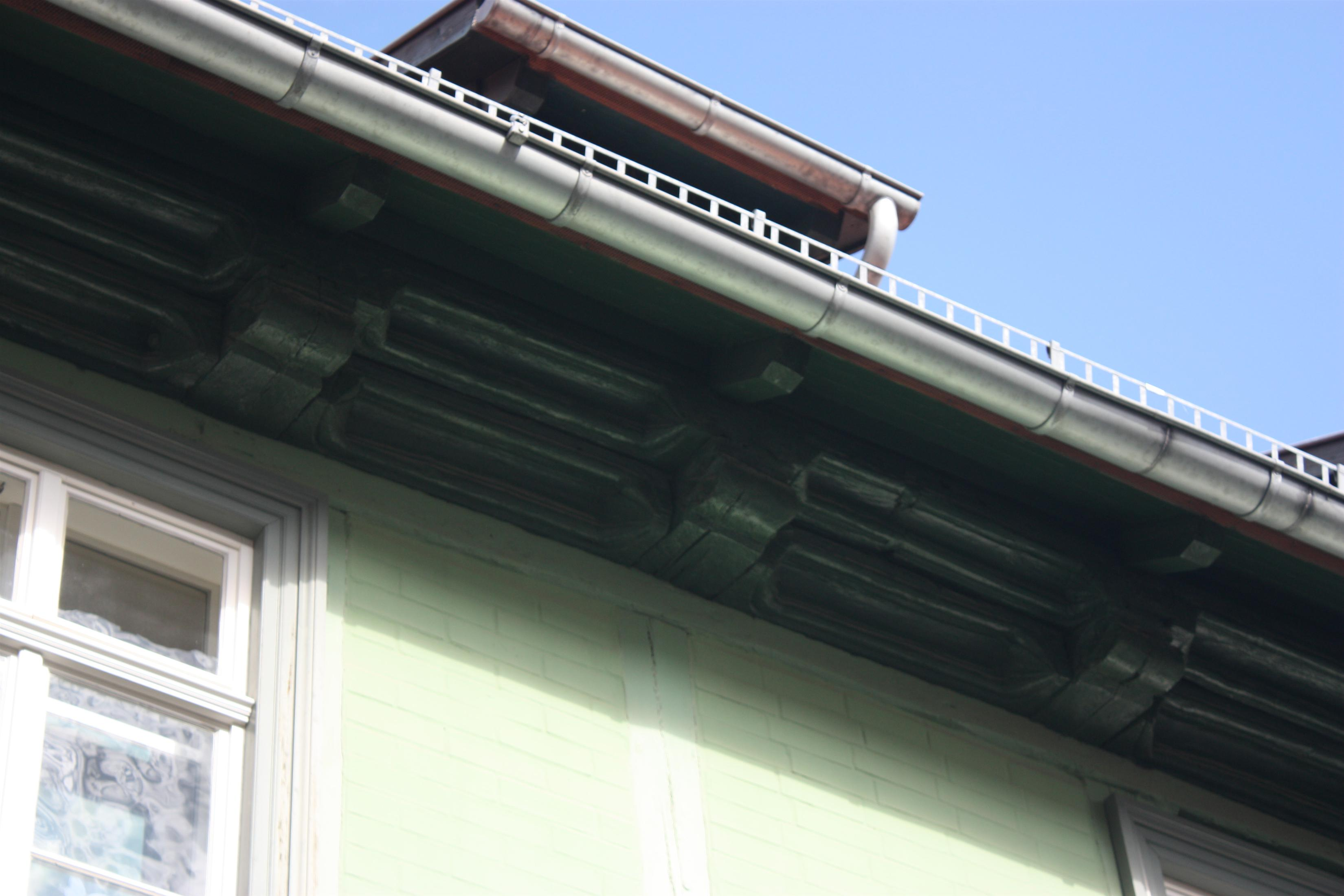
Gestaltung an der Traufe

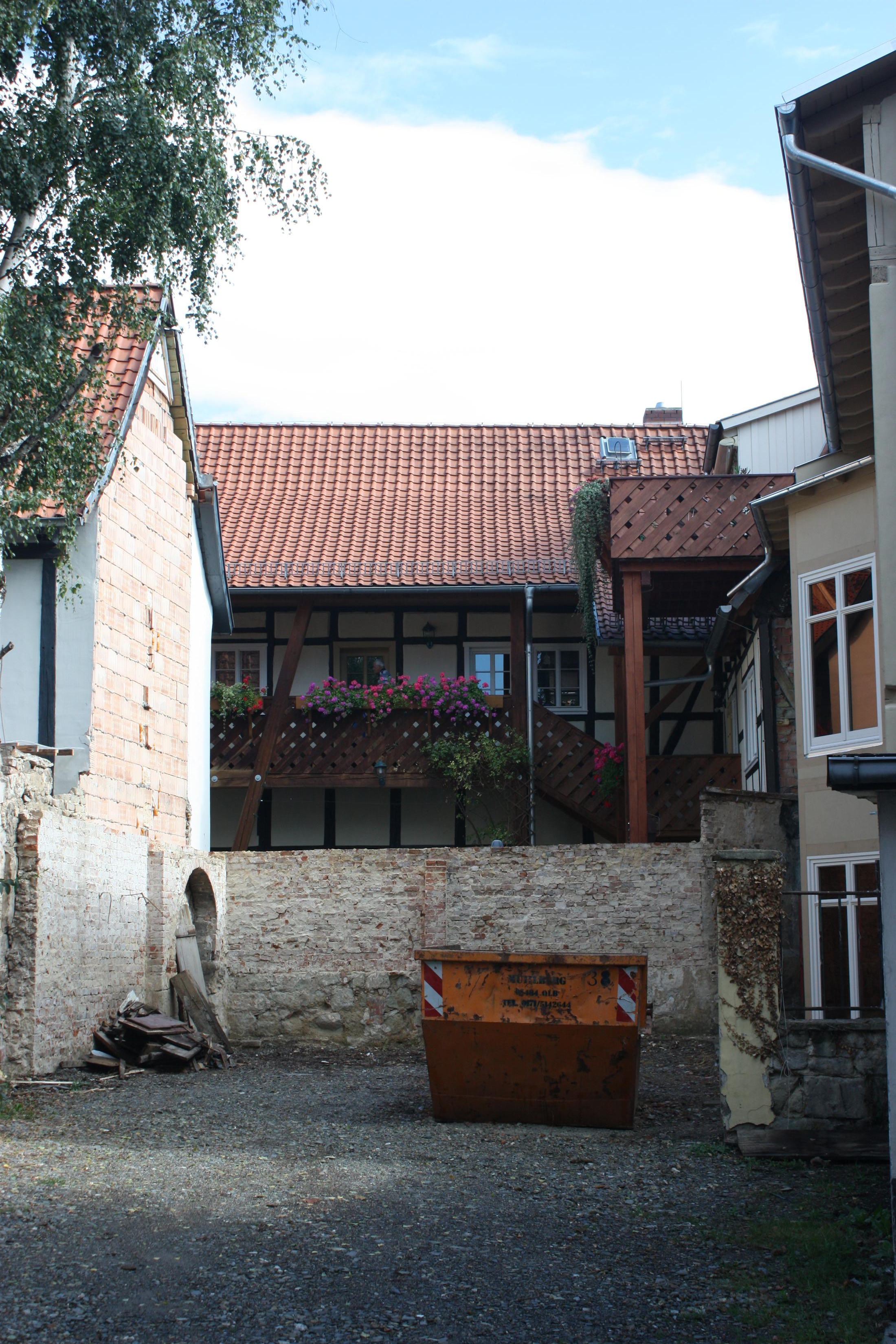
Blick auf den Hof von Süden, im Vordergrund Grundstück Hohe Straße 36

Das Haus Hohe Straße 37 ist ein denkmalgeschütztes Gebäude in der Stadt Quedlinburg in Sachsen-Anhalt.

## Lage
Es befindet sich in der historischen Quedlinburger Altstadt westlich des Marktplatzes an der Einmündung der Straße Weingarten auf die Hohe Straße. Der Nordgiebel des Gebäudes ist zum Weingarten ausgerichtet. An seinem Westende grenzt das Grundstück an die Quedlinburger Stadtmauer.

## Architektur und Geschichte
Das zweigeschossige Fachwerkhaus gehört zum UNESCO-Weltkulturerbe und ist im Quedlinburger Denkmalverzeichnis als Kaufmannshof eingetragen. Es entstand in der Zeit um 1580. Aus dieser Zeit stammen auch am Nordgiebel befindliche Schnitzereien, darunter Fächerrosetten. Geprägt wird das Haus von einem hohen, steilen Walmdach, dessen Dachwerk noch aus der Bauzeit stammt.
Das Erdgeschoss des Gebäudes wurde im Klassizismus umgestaltet. Es besteht eine große Diele. In den Wohnräumen gibt es noch aus der Bauzeit stammende profilierte Unterzüge. Die Haustür im Stil des Biedermeier entstand um 1830. Der zweigeschossige Seitenflügel entstand im 18. Jahrhundert.
Ein zum Grundstück gehörender Seitenflügel entstand nach einer Bauinschrift im Jahr 1712, möglicherweise auch erst 1722 und verfügt über eine Toreinfahrt. An der Südseite des Hofs befindet sich ein zweigeschossiges, vermutlich aus dem 18. Jahrhundert stammendes Gebäude, welches ebenfalls in Fachwerkbauweise errichtet wurde.
Im April 1998 begann eine Sanierung des Komplexes, die im November 1999 abgeschlossen war. Die Evangelische Stiftung Neinstedt (bis 2015 Neinstedter Anstalten) richtete hier eine Integrative Wohnstätte ein, die insgesamt zwölf Wohnung in vier Häusern umfasst und zu der auch der Hof und der Garten gehört.
Am 22. April 2011, Karfreitag, brach im Nachbarhaus Hohe Straße 36 ein Brand aus. Die Feuermeldung erfolgte um 17.19 Uhr. Acht Bewohner der Integrativen Wohnstätte wurden evakuiert. Es gab keine Verletzten. Der Dach- und Giebelbereich auf der Seite zum Haus Hohe Straße 36 wurde beschädigt. Die Feuerwehr war mit 110 Kräften im Einsatz. Um 0.10 Uhr war das Feuer gelöscht, die Brandwache wurde um 11.10 Uhr beendet. Auch das Technische Hilfswerk war im Einsatz. Als Brandursache wurde der Versuch eines Mieters des Hauses Hohe Straße 36 ermittelt, auf einer Dachterrasse einen Holzkohlegrill mit Spiritus zu entzünden. Die dabei entstehende Stichflamme entzündete Teile der Fassade. Die Polizei ermittelte wegen fahrlässiger Brandstiftung.